# Mercury Villager
Mercury Villager – samochód osobowy typu minivan klasy średniej produkowany pod amerykańską marką Mercury w latach 1992 – 2002.

## Pierwsza generacja

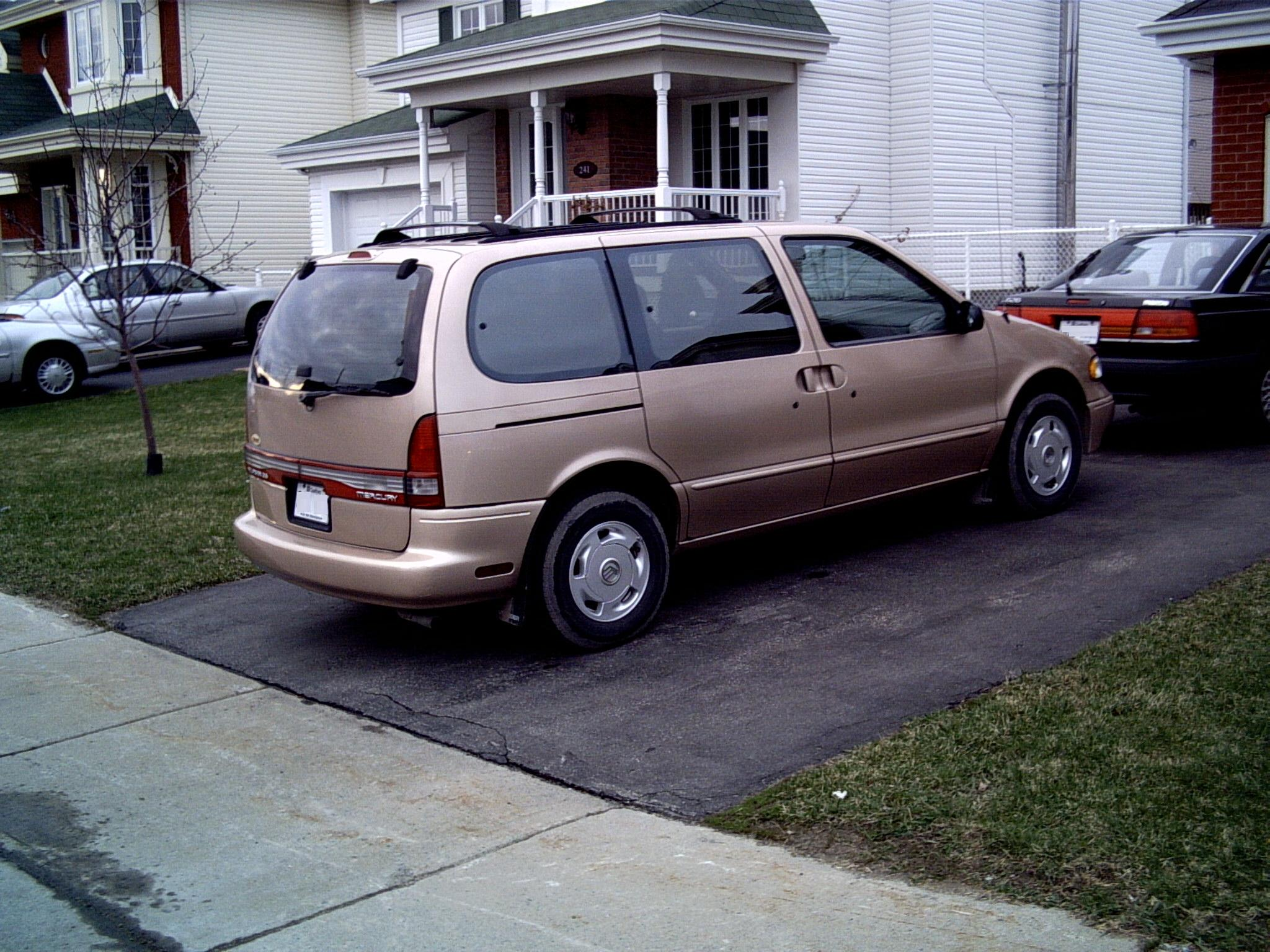
Mercury Villager I - tył

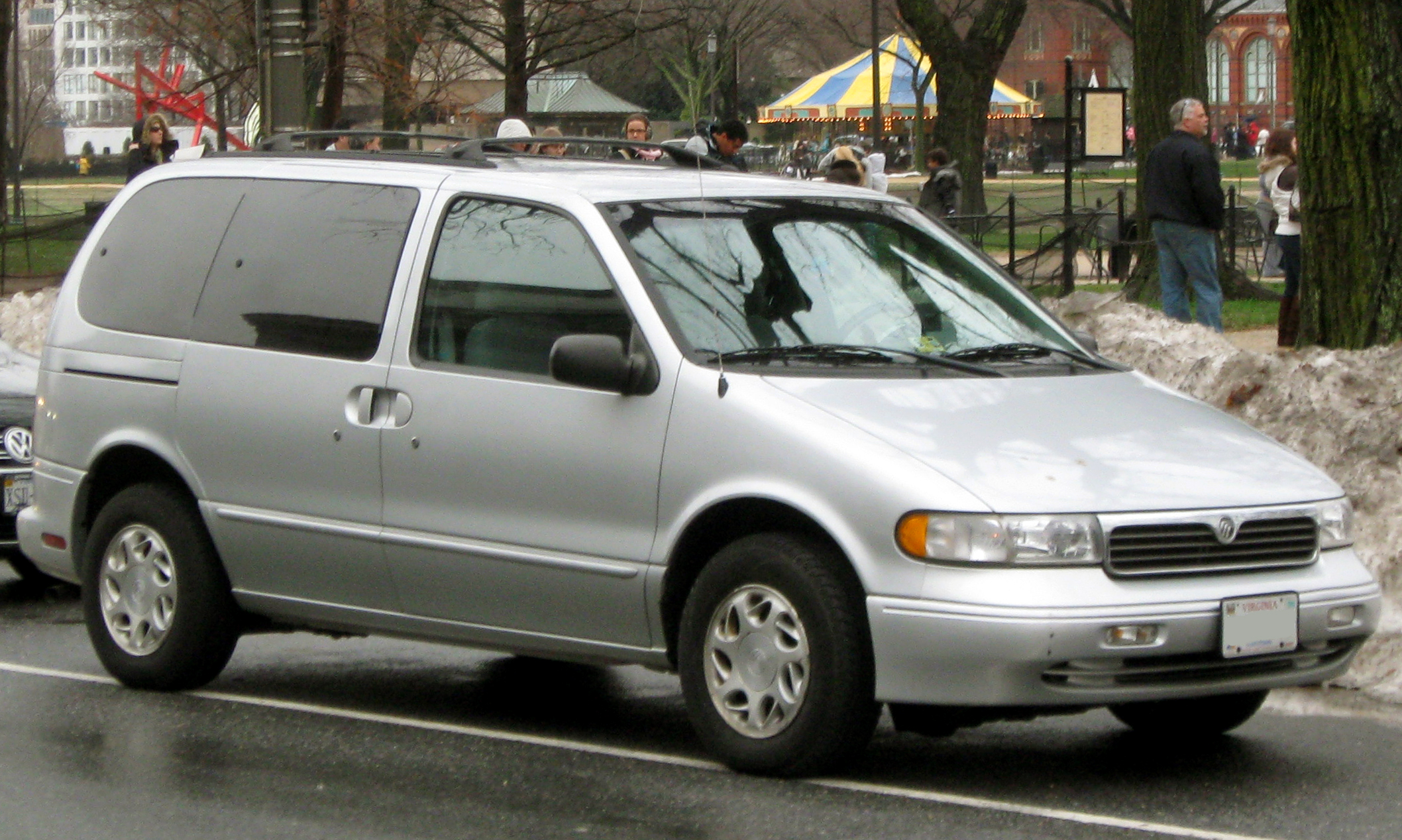
Mercury Villager I po liftingu

Mercury Villager I został zaprezentowany po raz pierwszy w 1992 roku.
Pierwszy duży rodzinny van marki Mercury został zaprezentowany w połowie 1992 roku. Po raz pierwszy nie opracowano go w ramach koncernu Ford jako bliźniacza konstrukcja Forda Windstar, lecz zdecydowano się zawrzeć umowę z Nissanem.
W jej ramach, Villager stał się odpowiednikiem produkowanego przez amerykański oddział japońskiej marki modelu Quest. Różnice wizualne były minimalne - Villager odróżniał się inną atrapą chodnicy oraz emblematami Mercury. Znacznie bogatsze było jednak wyposażenie i materiały wykończeniowe.

### Lifting
W 1995 roku Mercury Villager pierwszej generacji przeszedł restylizację nadwozia, która przyniosła głównie zmiany w pasie przednim. Zmodyfikowano kształt atrapy chłodnicy, czyniąc ją większą i sięgającą krawędzi maski, a także przeprojektowano przedni zderzak wraz z wlotami powietrza.

### Silnik
- V6 3.0l 151 KM

## Druga generacja

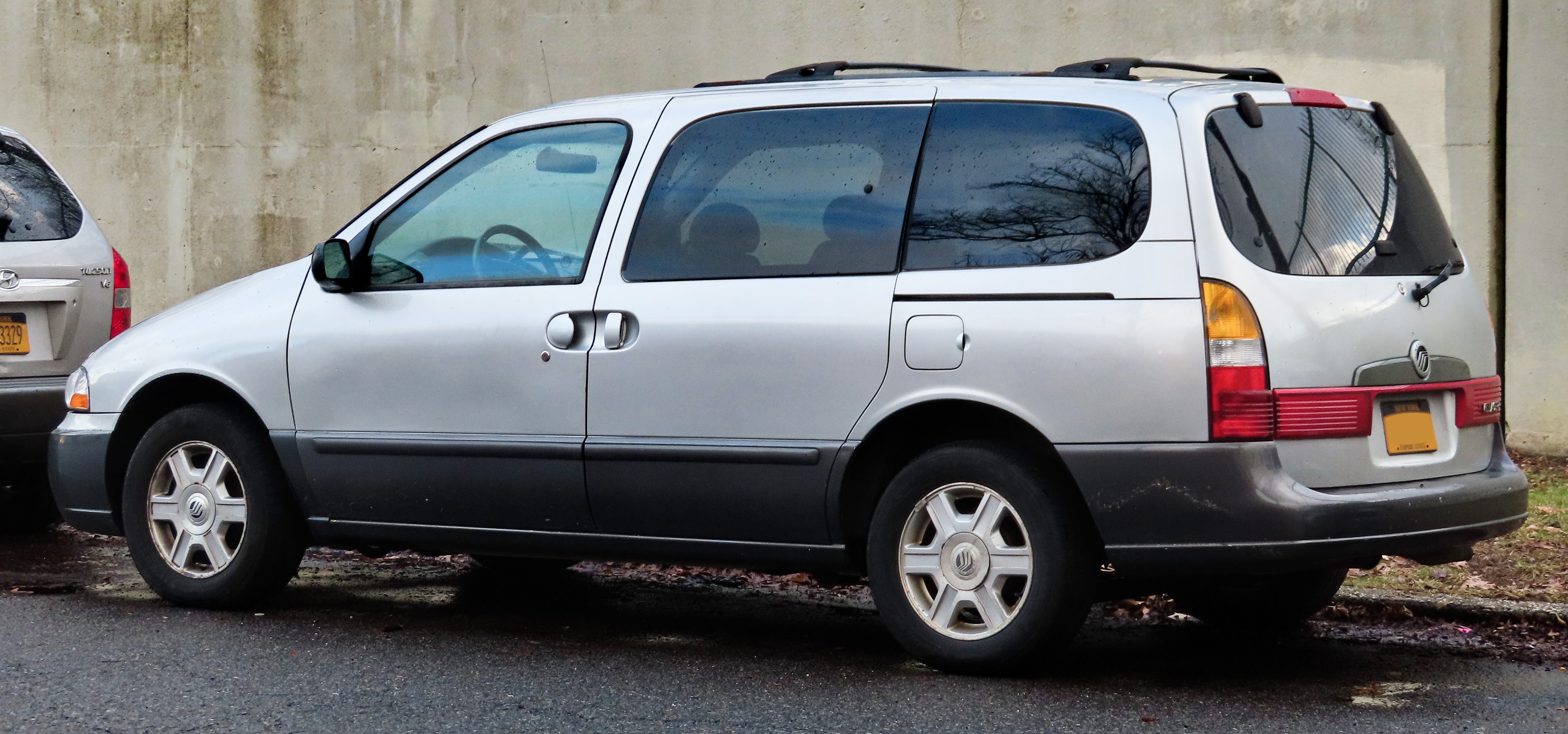
Mercury Villager II - tył

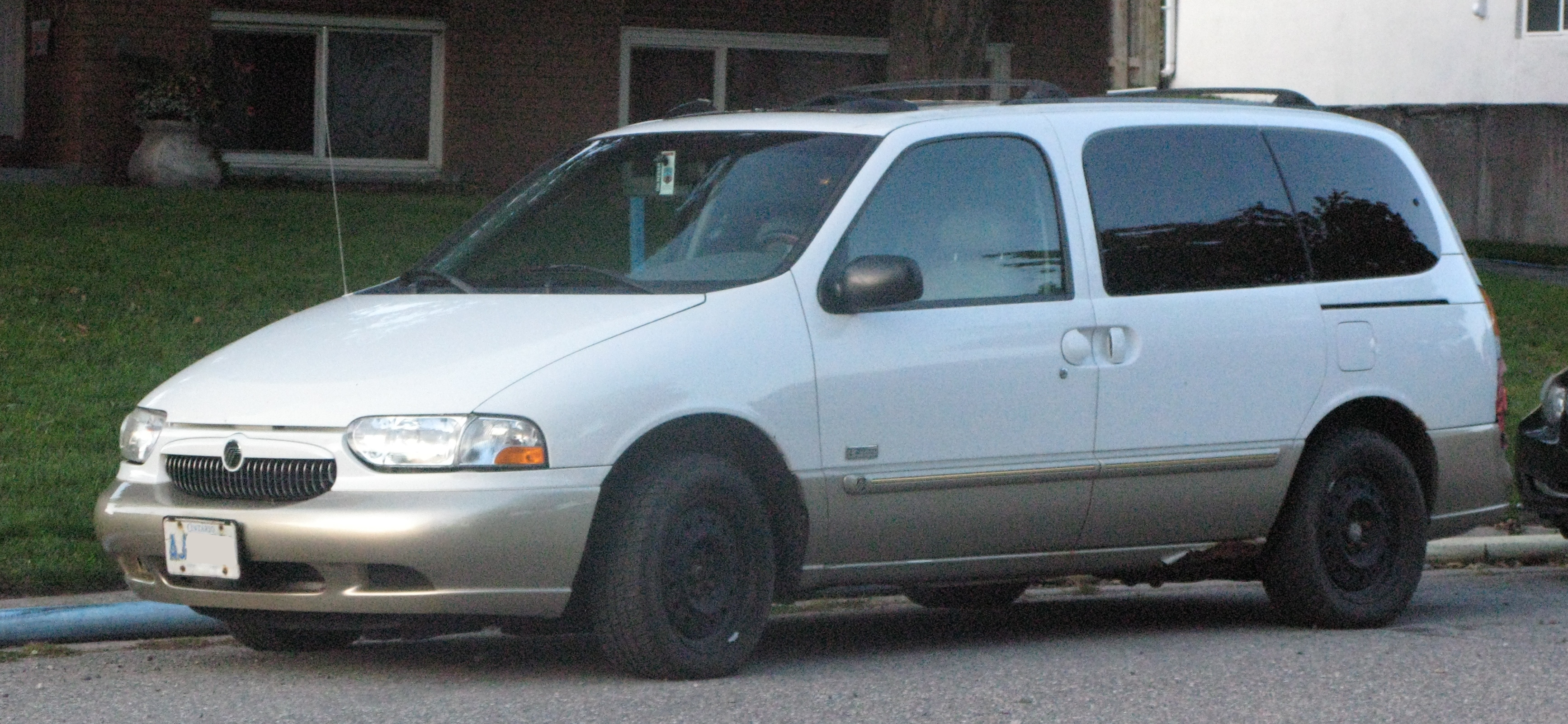
Mercury Villager II Estate

Mercury Villager II został zaprezentowany po raz pierwszy w 1998 roku.
Jako że druga generacja bliźniaczego Nissana Questa była de facto jedynie głęboko zmodyfikowanym poprzednikiem, podobnie stało się z nową odsłoną Mercury'ego Villagera. Samochód przeszedł wizualne zmiany pod kątem kształtu reflektorów, innych zderzaków, innych tylnych lamp oraz przeprojektowanej deski rozdzielczej.
Pojawiła się także nowa jednostka napędowa o nieco większej pojemności. Produkcja trwała do 2002 roku - rok później Villagera II zastąpił zupełnie nowy model Monterey opracowany już razem z Fordem.

### Silnik
- V6 3.3L 151 KM